# 孔雀厅
《蓝色与金色的和谐：孔雀厅》是詹姆斯·惠斯勒於1876-1877年所创作的两幅帆布油画，采用油画颜料和镀金叶饰。原为英国船王、惠斯勒的主要赞助人弗雷德里克·雷兰（Frederick Richards Leyland）的伦敦住宅设计的餐厅装饰。房间尺寸：高13英尺11又5⁄8英寸，宽33英尺2英寸，深19英尺9又1⁄2英寸（425.8 x 1010.9 x 608.3公分）现藏于華盛頓哥倫比亞特區弗瑞爾藝廊。

## 創作
照惠斯勒的想法，餐厅的装饰应当与《来自瓷器之邦的公主》（The Princess from the Land of Porcelain）的画框保持和谐，他的这幅作品被悬挂在最重要的位置——壁炉正上方。它是惠斯勒12年前的作品，当时他迷上了中国的青白花瓷器。据他母亲所说，他认为这种瓷器是“艺术的最佳标本”，公主一画即是用来赞美瓷器上的装饰人物之美。雷兰收藏了大量的青白花瓷器，其餐厅的设计就是着眼于瓷器展示，繁复而精美的陈列架为每一件瓷器提供了美丽的“画框”。
然而，惠斯勒对雷兰用于展示瓷器的这个厅不满意。经赞助人同意，他开始对原先的装饰做一些小幅改动。最终，他的创意一发而不可收。他甚至在墙上昂贵的皮质镀金挂饰上刷漆，使陈列架（他予以镀金）上方形成浑然一体的孔雀蓝背景。当他完工时，房间的每一英寸表面都被他的图案所覆盖。除了蓝绿色的墙面，每一处表面都因金质和铜质叶饰而闪闪发光；甚至在被架子遮住一半的地方，也以一种丰富的挂毯般图案来衬托瓷器表面的光泽。惠斯勒将孔雀厅想象成一幅宏大的三维图画，一件可以走进大门置身其中的艺术品。它的整体美学效果永远无法用言语或图画充分表达，因此有人将它比喻为美丽的日本漆器盒。
虽然惠斯勒素有轻蔑自然的名声（他抱怨说自然之“歌”几乎总是不和谐），但他承认自然界有时能在装饰主题和颜色设计方面给人以灵感。他为雷兰的瓷器展示厅采用了孔雀羽毛的自然图案和虹彩。但是，就孔雀本身而言，他是以艺术品为蓝本，而非取材于真正的孔雀。从地板一直延伸到天花板上的百叶窗，都有绚丽的、实物大小的鸟类装饰图案，让人想起日本艺术家歌川广重（Hiroshige;）的花鸟版画——《来自瓷器之邦的公主》对面的宽大墙面上的一对金色孔雀就是取自日本花瓶上的装饰。
关于《孔雀厅》还有一段故事。在装饰工作进行到一半时，惠斯勒为酬金与雷兰发生争吵。最终惠斯勒同意把预定酬金减少50%，而雷兰则答应让惠斯勒按照自己的想法把项目完成。虽然雷兰好像占了便宜，惠斯勒却确保后人把这位斤斤计较的赞助人视作一毛不拔、为了一点金钱而不惜放弃一件不朽杰作的富翁。在《孔雀厅》的一幅画中，右边那只羽毛凌乱、有点可笑的高傲孔雀代表着雷兰，惠斯勒用颈部的银色羽毛暗示雷兰对绉折衬衫的喜爱。这只孔雀脚下的硬币象征着雷兰不近人情地从惠斯勒酬金中扣除的部分。在画的左侧，被欺侮的孔雀代表画家本人，头顶一根孤零零的银色羽毛，象征着画家特有的一簇白发。这幅题为《艺术与金钱》的壁画讲述了一则警世故事，其寓意是：钱财终将散尽，美丽长存人间。

## 外部連結
- . Freer Sackler: The Smithsonian's Museums of Asian Art.   [2022-06-25]. （原始内容存档于2022-08-15）.
- . Smithsonian Channel. 2010. （原始内容存档于2014-05-02）.
- 美国历史画卷艺术篇名作赏析之八：孔雀厅 （页面存档备份，存于）(无版权限制，本条目部分内容来自该文章)